# تل خردان

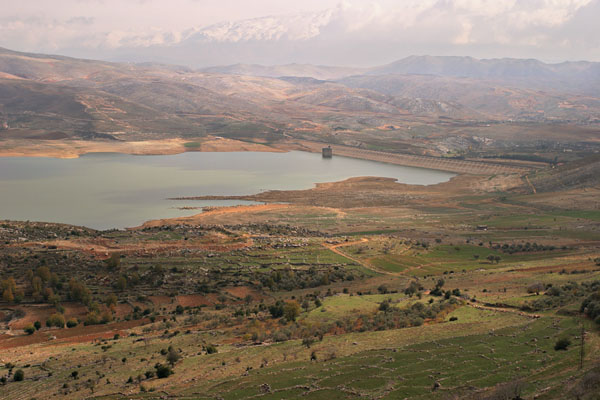
بحيرة القرعون، الوطن القديم لحضارة القرعون القديمة من العصر الحجري الحديث.

تل خردان (باللاتينية: tell khardane)، هو موقع أثري من العصر الحجري الحديث الثقيل ‏، يعود ويرتبط الموقع بعصر حضارة القرعون في شمال شرق البقاع في لبنان، على الطريق المؤدية إلى شتورة.
عُثر على العديد من حجر الصوان الثقيل من العصر الحجري الحديث، في الموقع بما في ذلك، الكاشطات، الشفرات والرقائق في الحقول التي تحيط بسهول تل خردان. وقد تم إنتاج الكثير من هذه الأدوات من العصر الحجري الحديث باستخدام تقنية ليفالوا.
وحضارة قرعون، هي حضارة بشرية تعود إلى العصر الحجري اللبناني نشأت حول منطقة أو قرية قرعون في وادي البقاع بلبنان.
درس هنري فليش الاكتشافات من الأدوات المحصل عليها من المنطقة بمعية ألفريد روست ودوروثي غارود، اللذين أكدوا أن حضارة قرعون تحتوي على عناصر من العصر الحجري الحديث.
استنتجت العالمة البريطانية دوروثي غارود (5 مايو 1892 – 18 ديسمبر 1968) المتخصصة في علم الآثار، والتي تميزت بأبحاثها الرائدة والعميقة عن فترة العصر الحجري القديم، إن حضارة قرعون في ظل غياب الأدلة الطبقية يمكن اعتبارها متجانسة أو بروتوليتية جديدة". يعود تاريخها ما بين (5000 إلى 20,000 سنة قبل الحاضر (القرن 21).